# Zacarias Kamwenho

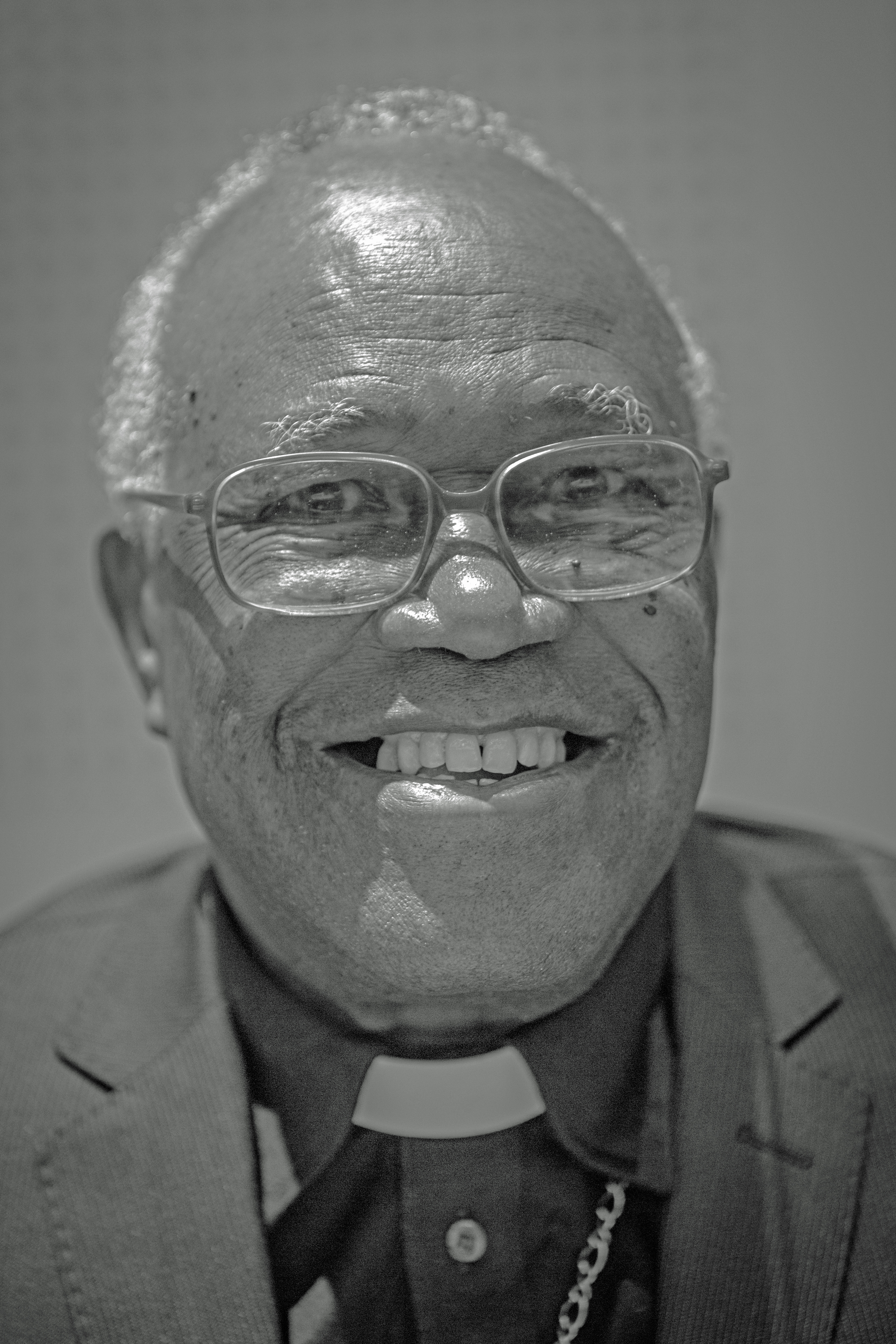
Zacarias Kamwenho (2013)

Zacarias Kamwenho (* 5. September 1934 in Chimbundo, Huambo, Angola) ist ein angolanischer Geistlicher, emeritierter römisch-katholischer Erzbischof von Lubango und Friedensaktivist.

## Leben
Zacarias Kamwenho, der aus dem Volk der Ovimbundu stammt und in Huambo Missionsschulen und das Priesterseminar besuchte, empfing am 9. Juli 1961 das Sakrament der Priesterweihe.
Papst Paul VI. ernannte ihn am 26. August 1974 zum Weihbischof im Erzbistum Luanda und Titularbischof von Tabla. Die Bischofsweihe spendete ihm der Bischof von Nova Lisboa, Américo Henriques, am 23. November desselben Jahres. Mitkonsekratoren waren der Erzbischof von Luanda, Manuel Nunes Gabriel, und der Bischof von Malanje, Eduardo André Muaca.
Am 10. August 1975 wurde Kamwenho zum ersten Bischof des mit gleichem Datum errichteten Bistums Ngunza ernannt, das zwei Jahre später in Novo Redondo umbenannt wurde.
Papst Johannes Paul II. ernannte ihn am 3. März 1995 zum Koadjutorerzbischof von Lubango. Mit dem Rücktritt Manuel Franklin da Costas am 15. Januar 1997 folgte er diesem als Erzbischof von Lubango nach.
Im Jahr 2001 fungierte er als Vermittler im angolanischen Bürgerkrieg und hielt den Vorsitz der Bischofskonferenz von Angola und São Tomé (CEAST) und des im April 2000 gegründeten Ökumenischen Komitees für den Frieden in Angola (COIEPA). Das Komitee bringt die katholische CEAST, die angolanische Evangelische Allianz (AEA) und den Rat der christlichen Kirchen in Angola (CICA) zusammen.
Am 5. September 2009 nahm Papst Benedikt XVI. Kamwenhos altersbedingten Rücktritt an. Von November 2010 bis zum Juli 2011 war er Apostolischer Administrator des Bistums Namibe.
Er ist Co-Preisträger des Sacharow-Preises für geistige Freiheit, verliehen durch das Europäische Parlament im Jahr 2001.